# Chi Mơ dây
Chi Mơ dây (danh pháp khoa học: Paederia) là một chi thực vật có hoa trong họ Thiến thảo (Rubiaceae). Các loài cây thuộc chi Mơ dây đều có mùi mạnh do có chứa trong thành phần chất Methyl mercaptan.

## Loài
Chi Paederia gồm các loài:
- Paederia argentea (A.Rich. ex DC.) K.Schum.
- Paederia axilliflora Puff
- Paederia bojeriana (A.Rich. ex DC.) Drake
- Paederia brasiliensis (Hook.f.) Puff (phân bổ chủ yếu ở Nam Mỹ)
- Paederia calycina Kurz
- Paederia cavaleriei H.Lév.
- Paederia changguan Z.Y.Zhu & S.J.Zhu
- Paederia ciliata (Bartl. ex DC.) Standl.
- Paederia cruddasiana Prain – chủ yếu ở châu Á)
- Paederia emeiensis Z.Y.Zhu & S.J.Zhu
- Paederia farinosa (Baker) Puff
- Paederia foetida L. (syn. P. scandens, P. tomentosa) – Mơ tròn, mơ leo (chủ yếu ở châu Á)
- Paederia grandidieri Drake
- Paederia lanata Puff
- Paederia lanuginosa Wall. mơ tam thể, mơ lông
- Paederia linearis Hook.f.[4] thúi địch
- Paederia majungensis Homolle ex Puff
- Paederia mandrarensis Homolle ex Puff
- Paederia microcephala Pierre ex Pit. mơ đầu nhỏ
- Paederia ntiti Mouly & Puff
- Paederia pallida Craib
- Paederia pertomentosa Merr. ex H.L.Li
- Paederia pilifera Hook.f.
- Paederia pospischilii K.Schum.
- Paederia praetermissa Puff
- Paederia sambiranensis Homolle ex Puff
- Paederia spectatissima H.Li
- Paederia stenobotrya Merr.
- Paederia taolagnarensis Razafim. & C.M.Taylor
- Paederia thorelii Pit.
- Paederia thouarsiana Baill.
- Paederia verticillata Blume
- Paederia yunnanensis (H.Lév.) Rehder

## Hình ảnh

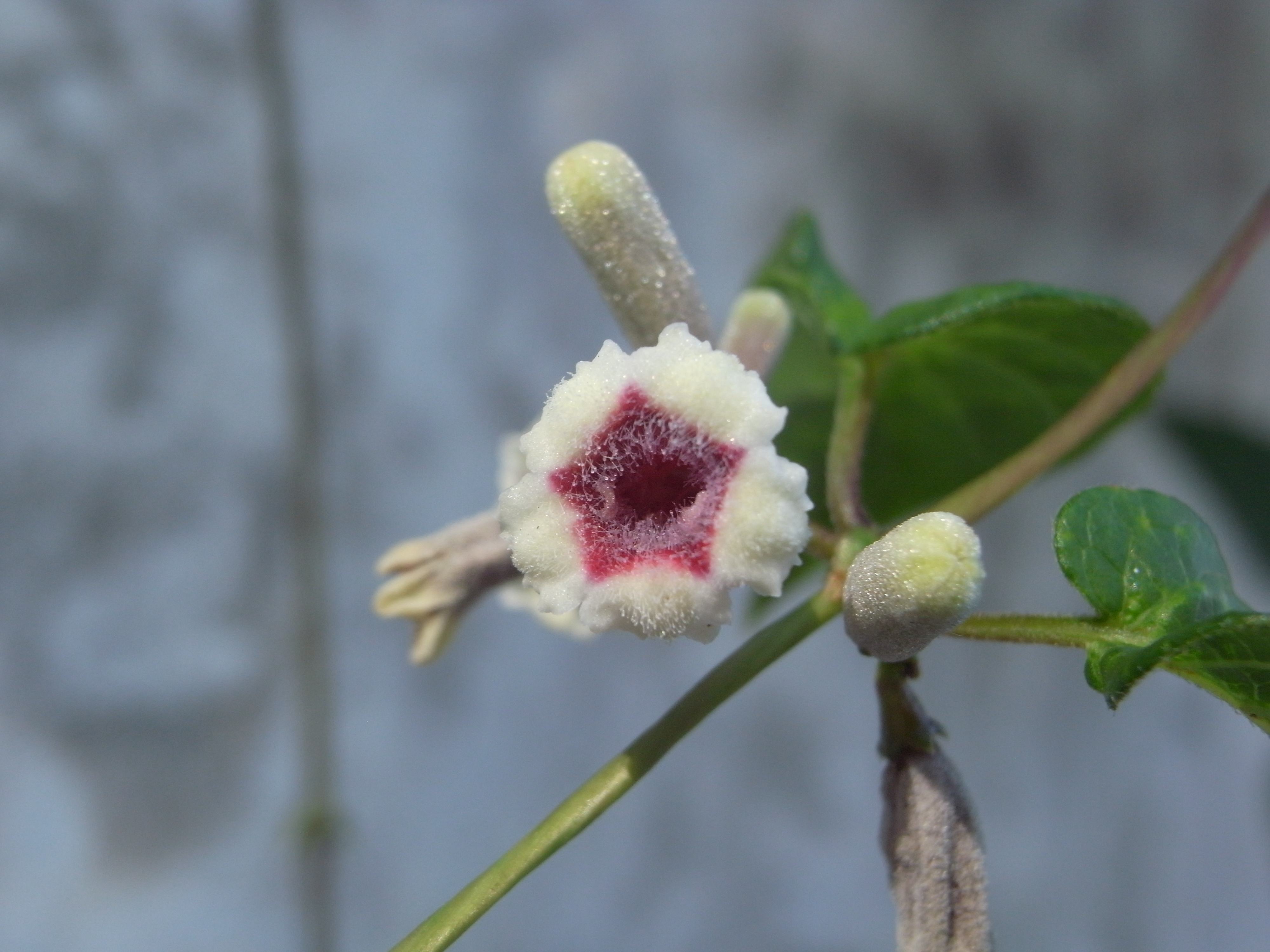